# Lac des Alliettes
Le lac des Alliettes est un petit lac d'une superficie de 3,5 hectares, situé à Haut Valromey dans le Valromey en France. Il a été remis en eau en 1973 après une longue période d'assèchement. Il est particulièrement dédié à la pêche.